# JYONGRI
JYONGRI（ジョンリ、1988年8月30日 - ）は、日本のシンガー・ソングライター。所属レコード会社はEMIミュージック・ジャパン（現: ユニバーサルミュージック）。

## 来歴

### 生い立ちと初期の経歴
1988年（昭和63年）、大阪府箕面市で司法書士の父と専業主婦の母との間に生まれる。両親は共に韓国出身だが、彼女自身は日本に帰化している。jpopasia.comによると、本名は「ジョンリ・チョー」で、彼女自身が2010年11月の『日刊ゲンダイ』の取材で、名前の漢字が「鍾李」であると明かした。中国で漢学者をしている母方の叔父が名付け親である。名前は両親が「性別不明でインターナショナルな名前」として名づけた。
4歳から大阪インターナショナル・スクールに通っていたため、そこで培った英語力は堪能。同級生に青山テルマがおり、現在も仲が良い。楽器は、4歳よりクラシック・ピアノを習い始め、10歳のときにヴァイオリン、16歳の時にはギターに挑戦した。
8歳のときに映画『天使にラブ・ソングを2』を観て、歌を歌いたいとの思いからゴスペルを始め歌いこなすようになる。11歳の時、ゴスペルの影響で歌手という夢を抱き始める。14歳頃から本格的に歌のレッスンを受け、作詞活動を行い始める。
2005年夏にアメリカへ渡り、バークレー音楽院の5週間サマープログラムに参加、その間の寮生活中、曲を書き始めた。2006年6月、大阪インターナショナルスクールを卒業。6月から9月の夏休み中、音楽活動を本格的に開始。

### 2006年 - 2007年：Close To Fantasy
2006年10月、早稲田大学国際教養学部に入学。同時期よりプロモーション活動、インタビュー出演などの活動を始めた。
2006年9月、バラード曲「Wherever」のミュージックビデオが発表された。同曲は後にデビュー・アルバムに収録された。同年12月13日、自ら作詞・作曲を手がけたデビュー・シングル「Possession/My All For You」が発売された。シングルにはインストルメンタル、リミックス、アカペラなどを含む9曲が収録されている。「Possession」のサンプリングがイギリス音楽チャート誌のミュージック・ウィークのポップクラブチャート（12月16日付）で22位、「フィル・イングランド」のDJチャートで16位とデビュー前にチャートインするなど大きな反響を呼んだ。なお、デビュー前のアジア圏のティーン・エイジャーの歌手がチャートにランクインするのは初めての快挙である。オリコンチャートで最高16位を記録。
2007年2月21日、2枚目のシングル「Hop, Step, Jump!」が発売された。オリコンチャートでは最高32位を記録。その1ヵ月後の3月31日にデビュー・アルバム「Close To Fantasy」が発売された。オリコンチャートにおいて初登場25位を記録。

### 2007年 - 2008年：Love Forever
2007年7月25日に3枚目のシングル「Lullaby For You」を発売した。同シングルはスクウェア・エニックスニンテンドーDS専用ソフトゲーム「すばらしきこのせかい」のイメージソングとして起用された。また、カップリング曲「Catch Me」はマライア・キャリーやジャネット・ジャクソンなどに楽曲を提供しているジミー・ジャム&テリー・ルイスが編曲を担当している。シングルはオリコンチャート初登場及び最高12位を記録した。
2008年1月30日に4枚目のシングル「Kissing Me」を発売した。表題曲は5つのテレビ番組のエンディングテーマとして起用された（後述参照）。オリコンチャートで初登場11位を記録。同年6月4日、5枚目のシングル「Unchanging Love -君がいれば-」が発売された。同シングルは5月から8月まで様々なテレビ番組のエンディングテーマとして起用された。オリコンチャートで初登場12位。同シングルで初めて初動売上が1万枚を超えた。カップリング曲としてエルトン・ジョンの「YOUR SONG」のカバーが収録されている。
同年7月2日、2枚目のアルバム「Love Forever」を発売。オリコンチャートで初登場17位を記録した。

### 2008年 - 現在：近年の活動
2008年12月3日に6枚目のシングル「Winter Love Story」を発売。表題曲が10月から12月まで日本テレビ系の複数のテレビ番組のエンディングテーマとして起用された。カップリング曲「Blue Destiny」は映画『やさしい旋律』の主題歌として起用された。シングルはオリコンチャートで初登場及び最高31位を記録。
2009年4月29日に7枚目のシングル「Maybe Someday」を発売。オリコンチャートで最高23位を記録。同年8月19日に8枚目のシングル「無敵な愛」を発売。表題曲が6月から9月まで放送されたテレビ朝日のテレビドラマ『メイド刑事』の主題歌として起用された。
2010年5月、9ヶ月ぶりの新曲「Walking」をデジタルシングルとして発売。同年8月4日、9枚目のシングル「Without You」を発売。
さらに同年10月22日に初のベストアルバム「JYONGRI BEST TRACKS」を発売。オリコンチャートで最高36位を記録した。
2013年1月23日、Tiaraの4枚目のアルバム「Emotion」に収録された「I Miss You」（作詞・作曲）にて初めて他のアーティストへの楽曲を提供した。
2014年11月26日、AKB48の38枚目のシングル「希望的リフレイン」に収録された「初めてのドライブ」では作曲を担当した。

## 人物
身長162cm。血液型O型。趣味は音楽に関すること全て。特技は英語と日本語を混ぜて喋ること・歌うこと、ディズニーの曲なら何でも覚えられること、ブラインドタッチ、手芸などの細かい作業。
幼少時代からインターナショナル・スクールに通っていたことで日本と海外の様々な文化・音楽に触れ、刺激を受けたことにより磨かれた感性は、18歳ながら独自の世界観と発想力を形成した。海外では本名をJyongri Choとして紹介されている。

## ディスコグラフィー

### シングル
| 枚  | リリース       | タイトル                     | 規格   | 販売生産番号                                            | 最高位 |
| --- | -------------- | ---------------------------- | ------ | ------------------------------------------------------- | ------ |
| 1st | 2006年12月13日 | Possession／My All For You   | 12cmCD | TOCT-40067                                              | 16位   |
| 2nd | 2007年2月21日  | Hop, Step, Jump!             | 12cmCD | TOCT-40089                                              | 32位   |
| 3rd | 2007年7月25日  | Lullaby For You              | 12cmCD | TOCT-22284                                              | 12位   |
| 4th | 2008年1月30日  | Kissing Me                   | 12cmCD | TOCT-40177                                              | 11位   |
| 5th | 2008年6月4日   | Unchanging Love -君がいれば- | 12cmCD | TOCT-40202（通常盤） TOCT-40201（初回生産限定盤 DVD付） | 12位   |
| 6th | 2008年12月3日  | Winter Love Story            | 12cmCD | TOCT-40234                                              | 31位   |
| 7th | 2009年4月29日  | Maybe Someday                | 12cmCD | TOCT-45001                                              | 23位   |
| 8th | 2009年8月19日  | 無敵な愛                     | 12cmCD | TOCT-45014                                              | 34位   |
| 9th | 2010年8月4日   | Without You                  | 12cmCD | TOCT-40301                                              | 88位   |

### アルバム
| 枚  | リリース      | タイトル         | 規格   | 販売生産番号                      | 最高位 |
| --- | ------------- | ---------------- | ------ | --------------------------------- | ------ |
| 1st | 2007年3月21日 | Close To Fantasy | 12cmCD | TOCT-26214(CD) TOCT-26215(CD+DVD) | 25位   |
| 2nd | 2008年7月2日  | Love Forever     | 12cmCD | TOCT-26580(CD) TOCT-26579(CD+DVD) | 17位   |

### ベストアルバム
| 枚  | リリース       | タイトル            | 規格   | 販売生産番号            | 最高位 |
| --- | -------------- | ------------------- | ------ | ----------------------- | ------ |
| 1st | 2010年10月27日 | JYONGRI BEST TRACKS | 12cmCD | TOCT-(CD) TOCT-(CD+DVD) | 36位   |

### 配信限定
| 配信日        | 曲名         | 収録アルバム        |
| ------------- | ------------ | ------------------- |
| 2010年5月19日 | Walking      | JYONGRI BEST TRACKS |
| 2012年6月13日 | Free My Soul |                     |

### 参加作品
| リリース      | タイトル / アーティスト       | 曲名                             |
| ------------- | ----------------------------- | -------------------------------- |
| 2009年7月22日 | Every With You / Sound Around | M-3「Sky Blue feat. JYONGRI」    |
| 2011年10月5日 | 7years / MAKAI                | M-3「SUMMER LOVE feat. JYONGRI」 |

## 出演

### ラジオ
- 76.1 InterFM「Snack Time Tunes」- DJ
- NHKラジオ第1放送「渋マガZ」19時台のMC（2010年4月4日より）
- FM Yokohama「BREAK IT DOWN」- DJ

### CM
- 「Possession/My All For You」 - プロモーション
- 「Unchanging Love~君がいれば~」 – プロモーション

## タイアップ一覧
| タイトル                           | タイアップ                                                                                   | 収録作品                                      |
| ---------------------------------- | -------------------------------------------------------------------------------------------- | --------------------------------------------- |
| Possession                         | NTV系「いただきマッスル」2006年11月・12月ED                                                  | 1stシングル「Possession /My All For You」     |
| Possession                         | NTV系「スーパーチャンプル」2006年11月・12月ED                                                | 1stシングル「Possession /My All For You」     |
| Possession                         | NTV系「音楽戦士 MUSIC FIGHTER」2006年11月・12月ED                                            | 1stシングル「Possession /My All For You」     |
| My All For You                     | NTV系「極上の月夜」ED                                                                        | 1stシングル「Possession /My All For You」     |
| Hop,Step,Jump!                     | CX系「HEY!HEY!HEY! MUSIC CHAMP」2007年2月・3月ED                                             | 2ndシングル「Hop,Step,Jump!」                 |
| Romeo&Juliet                       | NTV系「嗚呼!花の料理人」2007年1月-3月ED                                                      | 2ndシングル「Hop,Step,Jump!」                 |
| Getting Funky!                     | NTV系「音楽戦士 MUSIC FIGHTER」2007年3月OP                                                   | 1stアルバム「Close To Fantasy」               |
| Getting Funky!                     | NTV系「スッキリ!!」2007年3月ED                                                               | 1stアルバム「Close To Fantasy」               |
| 〜約束〜                           | ジュエリー・マキ 2007年春CMソング                                                            | 1stアルバム「Close To Fantasy」               |
| Lost Girl                          | TX系「スキバラ」2007年2月ED                                                                  | 1stアルバム「Close To Fantasy」               |
| Wherever                           | 国立新美術館開館記念 イメージソング                                                          | 1stアルバム「Close To Fantasy」               |
| Lullaby For You                    | スクウェア・エニックス ニンテンドーDS専用ソフトゲーム 「すばらしきこのせかい」イメージソング | 3rdシングル「Lullaby For You」                |
| Lullaby For You                    | NTV系「音楽戦士 MUSIC FIGHTER」サビNAVIパワープレイ                                          | 3rdシングル「Lullaby For You」                |
| Lullaby For You                    | NTV系「スーパーチャンプル」2007年7月ED                                                       | 3rdシングル「Lullaby For You」                |
| Lullaby For You                    | NTV系「ぶっコギ!」2007年8月ED                                                                | 3rdシングル「Lullaby For You」                |
| Lullaby For You                    | NTV系「今田ハウジング」ED                                                                    | 3rdシングル「Lullaby For You」                |
| Catch me                           | CX系「クロノス」テーマソング                                                                 | 3rdシングル「Lullaby For You」                |
| Lovers DRIVE                       | 神戸コレクション2007 AUTUMN/WINTERテーマソング                                               | 3rdシングル「Lullaby For You」                |
| Kissing Me                         | NTV系「スーパーチャンプル」2008年1月ED                                                       | 4thシングル「Kissing Me」                     |
| Kissing Me                         | NTV系「業界クイズ ミニキテ!」2008年1月・2月ED                                                | 4thシングル「Kissing Me」                     |
| Kissing Me                         | NTV系「カイブツ」2008年1月ED                                                                 | 4thシングル「Kissing Me」                     |
| Kissing Me                         | NTV系「汐留☆イベント部」2008年1月ED                                                          | 4thシングル「Kissing Me」                     |
| Kissing Me                         | ABC「ビーバップ!ハイヒール」2008年1月ED                                                      | 4thシングル「Kissing Me」                     |
| Kissing Me                         | 「Break Point」OP                                                                            | 4thシングル「Kissing Me」                     |
| Kissing Me                         | 「MUSIC.B.B.」ED                                                                             | 4thシングル「Kissing Me」                     |
| You're the One                     | TBS系「ヤレデキ!世界大挑戦」ED                                                               | 4thシングル「Kissing Me」                     |
| Unchanging Love 〜君がいれば〜     | auLISMO!CMソング                                                                             | 5thシングル「Unchanging Love 〜君がいれば〜」 |
| Unchanging Love 〜君がいれば〜     | NTV系「ダウンタウンDX」2008年6月・7月ED                                                      | 5thシングル「Unchanging Love 〜君がいれば〜」 |
| Unchanging Love 〜君がいれば〜     | NTV系「スーパーチャンプル」2008年5月ED                                                       | 5thシングル「Unchanging Love 〜君がいれば〜」 |
| Unchanging Love 〜君がいれば〜     | NTV系「ニッポン縦断おかず発見!ルート88」2008年5月ED                                          | 5thシングル「Unchanging Love 〜君がいれば〜」 |
| Unchanging Love 〜君がいれば〜     | NTV系「音楽戦士 MUSIC FIGHTER」パワープレイ                                                  | 5thシングル「Unchanging Love 〜君がいれば〜」 |
| Unchanging Love 〜君がいれば〜     | 「MUSIC.B.B.」2008年6月ED                                                                    | 5thシングル「Unchanging Love 〜君がいれば〜」 |
| Unchanging Love 〜君がいれば〜     | ABC「ビーバップ!ハイヒール」2008年5月ED                                                      | 5thシングル「Unchanging Love 〜君がいれば〜」 |
| Unchanging Love 〜君がいれば〜     | STV「ぞっこんスポーツ」「シアターS」「ブギウギ専務」ED                                       | 5thシングル「Unchanging Love 〜君がいれば〜」 |
| Still in Love                      | NTV系「日本史サスペンス劇場」2008年7月-9月ED                                                 | 2ndアルバム「Love Forever」                   |
| Winter Love Story                  | NTV系「ぐるぐるナインティナイン」2008年10月-12月ED                                           | 6thシングル「Winter Love Story」              |
| Winter Love Story                  | NTV系「スッキリ!!」2008年12月ED                                                              | 6thシングル「Winter Love Story」              |
| Winter Love Story                  | NTV系「スーパーチャンプル」2008年12月ED                                                      | 6thシングル「Winter Love Story」              |
| Winter Love Story                  | NTV系「ニッポン縦断おかず発見!ルート88」2008年12月ED                                         | 6thシングル「Winter Love Story」              |
| Tender Touch                       | ブルボン「ブランチュール ミニチョコレート」TVCMソング                                        | 6thシングル「Winter Love Story」              |
| Blue Destiny                       | 映画「やさしい旋律」主題歌                                                                   | 6thシングル「Winter Love Story」              |
| Maybe Someday                      | 武田薬品工業「アリナミンR」TVCMソング                                                        | 7thシングル「Maybe Someday」                  |
| Maybe Someday                      | NTV系「スッキリ!!」2009年4月ED                                                               | 7thシングル「Maybe Someday」                  |
| Maybe Someday                      | NTV系「カウントダウン・ドキュメント 秒ヨミ!」2009年4月ED                                     | 7thシングル「Maybe Someday」                  |
| Special                            | DHC「プラチナホワイトベースメークシリーズ」CMソング                                          | 7thシングル「Maybe Someday」                  |
| First Kiss                         | コジマ「フレッシュグレー」CMソング                                                           | 7thシングル「Maybe Someday」                  |
| First Kiss                         | YTV「にけつッ!!」                                                                            | 7thシングル「Maybe Someday」                  |
| 無敵な愛                           | EX系「メイド刑事」主題歌                                                                     | 8thシングル「無敵な愛」                       |
| START                              | KTV「風の街のアリス」テーマソング                                                            | 8thシングル「無敵な愛」                       |
| START                              | 「SHUKATSU It's ME PROJECT」 応援歌                                                          | 8thシングル「無敵な愛」                       |
| Maybe Someday -ピアノ弾き語り Ver. | 武田薬品工業「アリナミンR」TVCMソング                                                        | 8thシングル「無敵な愛」                       |
| Walking                            | 花王SuperスリムガードTVCMソング                                                              | –                                             |
| Without You                        | CX系昼ドラマ「明日の光をつかめ」主題歌                                                       | 9thシングル「Without You」                    |